# Álex Ramírez
Alexander Ramón Ramírez Quiñónez (nacido el 3 de octubre de 1974) es un ex jardinero de béisbol profesional japonés, nacido en Venezuela, que tuvo una larga carrera en Nippon Professional Baseball (NPB). Es el primer jugador nacido en el extranjero en registrar 2.000 hits en la NPB. Antes de Japón, participó en las Grandes Ligas de Béisbol (MLB) para los Indios de Cleveland (1998-2000) y los Piratas de Pittsburgh (2000). Bateaba y lanzaba con la derecha.
En octubre de 2015 fue nombrado entrenador de BayStars para la temporada 2016.

## Carrera de béisbol profesional

### Ligas menores con Cleveland
Firmando con los Indios de Cleveland a los 16 años de edad, Alex debutó en 1992 con los Indios de DSL, bateando .290 con 8 jonrones y 48 carreras impulsadas. En 1993, Ramírez estuvo la mayor parte del año. con los Indios de Burlington, bateando .270 y también apareció brevemente para los Indios de Kinston, donde se fue de 12-2. Empató en el quinto lugar en la Liga Apalache en jonrones.
A los 19 años de edad. estaba con el Columbus Redstixx de 1994 y tenía una ofensiva de .251/.295/.432 con 18 jonrones. En 1995, Ramírez lideró el sistema de filiales de Cleveland con 164 hits. Bateó .248/.275/.353 para los Canton-Akron Indians y .323/.351/.468 con Bakersfield Blaze, sexto en la Liga de California en promedio de bateo. Formó parte del equipo All-Star de la Liga de California.
En 1996, Alex tuvo 169 hits, nuevamente liderando la cadena de Cleveland. Pasó todo el año en Canton-Akron, produjo .329/.350/.513 y se robó 18 bases, pero fue atrapado 10 veces. Casi tuvo más triples (12) que bases por bolas (16). Fue tercero en la Liga del Este en promedio, lideró en triples y lideró en hits. Se perdió el equipo All-Star cuando el MVP, Vladimir Guerrero, el líder de slugging Adam Hyzdu y el líder de bases alcanzadas, Todd Dunwoody, ocuparon los tres espacios de los jardines.
En 1997, Ramírez ascendía a AAA a la edad de 22 años. Bateó .286/.325/.450 para el equipo campeón Buffalo Bisons y encabezó la Liga Internacional con 8 triples. Era la estrella en las menores de Cleveland, liderando en jonrones, carreras impulsadas y bases totales y siendo nombrado jugador de ligas menores del año. Fue nombrado Jugador del Año de las Ligas Menores de 1998 de los Indios (recibiendo el "Premio Lou Boudreau ").

### Liga Venezolana de Béisbol Profesional
Álex Ramírez inició su carrera en el béisbol profesional a los 18 años de edad cuando debutó con los Cardenales de Lara en la temporada 1992-1993 en la Liga Venezolana de Béisbol Profesional. Con el equipo larense se mantuvo por dos temporadas, pasó a los Caribes de Oriente para las campañas de 1994-1995 y 1995-1996 y volvió con los pájaros rojos en la 1996-1997. Con Lara, Ramírez participó en 114 partidos de temporada regular, bateó para .286, con 105 imparables, 43 carreras anotadas, 12 dobles y 43 impulsadas. Mientras que con los Caribes solo vio acción en 61 juegos, con un promedio de bateo de .181, 37 hits, 21 carreras anotadas y 12 remolcadas.
Fue traspasado a las Águilas del Zulia en 1997 y jugó con la divisa marabina tres temporadas, hasta el año 2000. Con esta divisa dejó cifras ofensivas, en temporada regular, de .276 de promedio al bate en 421 turnos en los que conectó 116 imparables, de los cuales 18 fueron dobles y 8 jonrones; anotó 49 carreras, empujó 57 y se robó 10 bases. En su última campaña en Venezuela, aportó para que las Águilas obtuvieran el título frente a los Navegantes del Magallanes.

### Grandes Ligas de Béisbol
Ramírez hizo su debut en la MLB con los Indios de Cleveland en 1998. El 28 de julio de 2000, los Indios cambiaron a Ramírez y Enrique Wilson a los Piratas de Pittsburgh por Wil Cordero . En tres temporadas en la MLB, Ramírez bateó .259 con 12 jonrones, 48 carreras impulsadas (RBI), 38 carreras anotadas, 17 dobles, 3 triples y 3 bases robadas en 135 juegos.

### Carrera de béisbol profesional nipón
Después de la temporada 2000, Ramírez firmó con Yakult Swallows (2001-2007) y fue su cuarto bate. Durante su última temporada con los Swallows, estableció el récord de la Liga Central de más hits de base en una sola temporada con 204. (Este récord no duró mucho, ya que el jardinero de los Hanshin Tigers, Matt Murton, superó la cuenta de Ramírez en el camino para terminar la temporada 2010 con 214 hits).
Sin embargo, la temporada 2007 resultó ser la última de Ramírez con los Swallows, quienes le ofrecieron el contrato de varios años que buscaba. En cambio, el jardinero firmó con los Yomiuri Giants para la temporada 2008. Ramírez floreció rápidamente con su nuevo equipo. En 2008, lideró la Liga Central con 125 carreras impulsadas mientras bateaba .319 (6º en la liga) con 45 jonrones (2º). También conectó dos jonrones en el segundo juego de la Serie de Japón, incluido uno en la parte baja de la novena para ganar el partido. Al final de la temporada 2008, Ramírez ganó el premio MVP de la Liga Central. Fue el tercer jugador venezolano en recibir tal honor en el béisbol japonés, uniéndose a Roberto Petagine (Liga Central, 2001) y Alex Cabrera (Liga del Pacífico, 2002).
Después de jugar ocho temporadas en la NPB, Ramírez obtuvo FA Right en 2008 y ya no se contaba como jugador extranjero a efectos de la plantilla. A partir de 2017, solo cuatro jugadores extranjeros en la historia de la NPB habían acumulado suficiente tiempo de servicio para lograr la clasificación.
El 6 de abril de 2013, Ramírez conectó un jonrón para registrar los 2000 hits de su carrera en la NPB, convirtiéndose en el jugador número 42 y el primer jugador extranjero en lograr la hazaña. Este logro también le valió a Ramírez una invitación al Meikyukai, un club privado que reconoce a los jugadores de élite de Japón. Fue el primer jugador occidental en recibir tal honor.

### Liga de Desafío de Béisbol
Ramírez pasó la temporada 2014 como jugador-entrenador con el Gunma Diamond Pegasus de la Baseball Challenge League de Japón. En 45 juegos, bateó .305 con 7 jonrones y 38 carreras impulsadas. Se retiró después de la temporada 2014 y se incorporó como director sénior de Diamond Pegasus.

### Como entrenador
A mediados del 2015, Ramírez se unió a Orix Buffaloes como asesor de jugadores más jóvenes. En octubre de 2015 fue nombrado entrenador de BayStars para la temporada 2016, reemplazando a Kiyoshi Nakahata, quien renunció al final de la temporada 2015 debido al bajo rendimiento del equipo. En su primera temporada como entrenador, el equipo terminó 69-71-3, terminó tercero en la Liga Central y avanzó a la Serie Climax, donde los BayStars derrotaron a los Yomiuri Giants, 2-1 en la primera ronda antes de caer ante el Hiroshima Toyo. Carpa, 4-1, en la jornada del campeonato liguero. En su segundo año como entrenador, los BayStars llegaron a la Serie de Japón de 2017, pero perdieron ante los Fukuoka SoftBank Hawks, 4-2.

## Estadísticas de carrera

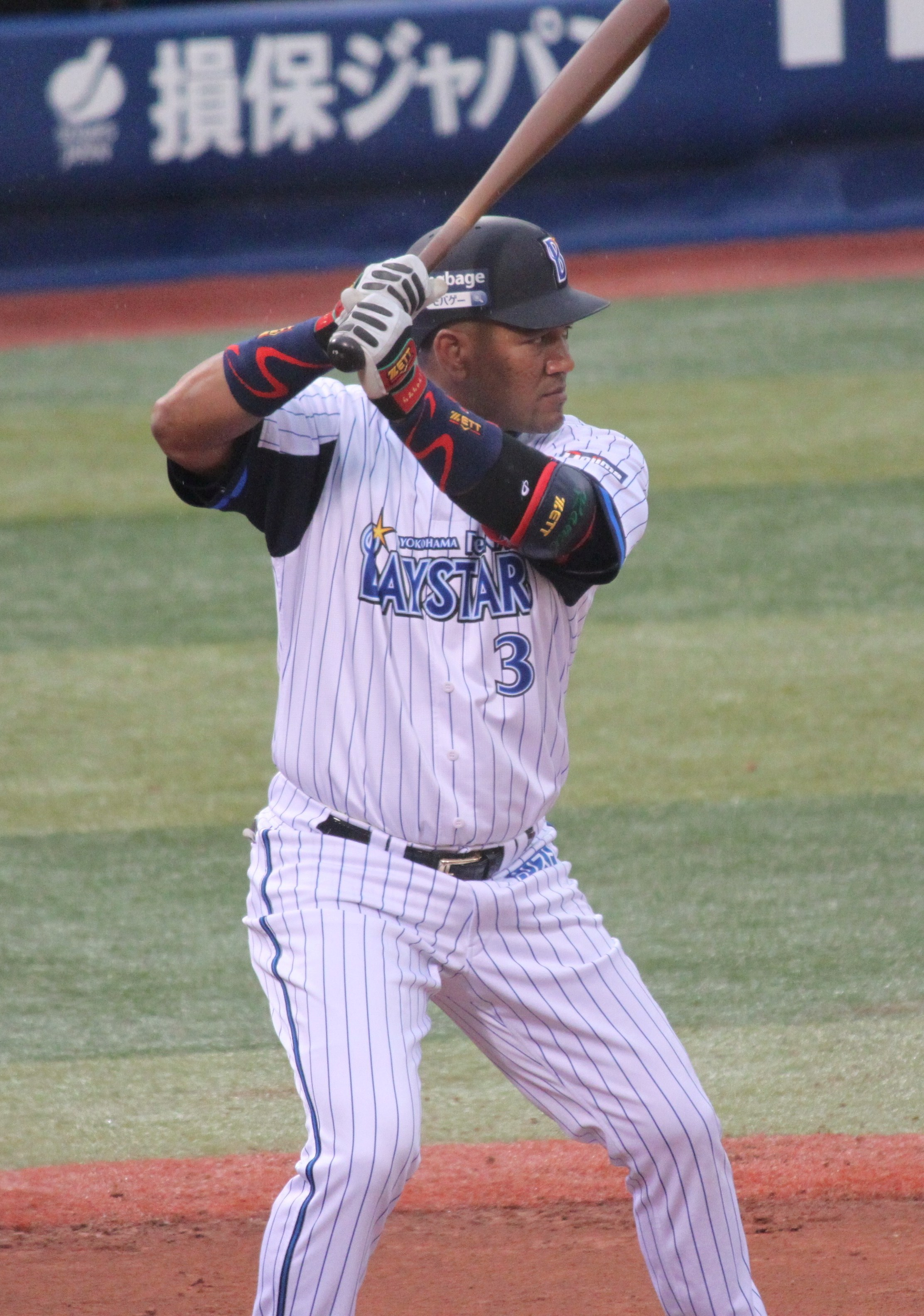
Ramírez en 2012.

### MLB
| Temporada ▾ | Edad  | Equipo     | G   | AB  | R  | H  | 2B | 3B | HR | TB  | RBI | SB | AVG  |
| 1998        | 23    | Cleveland  | 3   | 8   | 1  | 1  | 0  | 0  | 0  | 1   | 0   | 0  | .125 |
| 1999        | 24    | Cleveland  | 48  | 97  | 11 | 29 | 6  | 1  | 3  | 46  | 18  | 1  | .299 |
| 2000        | 25    | Cleveland  | 41  | 112 | 13 | 32 | 5  | 1  | 5  | 54  | 12  | 1  | .286 |
| 2000        | 25    | Pittsburgh | 43  | 115 | 13 | 24 | 6  | 1  | 4  | 44  | 18  | 1  | .209 |
| Total       | Total | Total      | 135 | 332 | 38 | 86 | 17 | 3  | 12 | 145 | 48  | 3  | .259 |

Estadísticas vigentes a 21 de noviembre de 2014

### Liga Venezolana de Béisbol Profesional
| Temporada | Edad  | Equipo     | G   | AB  | R   | H   | 2B | 3B | HR | TB  | RBI | SB | AVG  |
| 1992-93   | 18    | Cardenales | 31  | 51  | 7   | 12  | 0  | 1  | 0  | 14  | 7   | 1  | .235 |
| 1993-94   | 19    | Cardenales | 47  | 169 | 26  | 51  | 6  | 2  | 0  | 61  | 13  | 1  | .302 |
| 1994-95   | 20    | Caribes    | 40  | 123 | 13  | 18  | 3  | 4  | 1  | 32  | 9   | 1  | .146 |
| 1995-96   | 21    | Caribes    | 21  | 81  | 8   | 19  | 3  | 0  | 1  | 25  | 3   | 0  | .235 |
| 1996-97   | 22    | Cardenales | 36  | 147 | 10  | 42  | 6  | 2  | 1  | 55  | 23  | 2  | .286 |
| 1997-98   | 23    | Águilas    | 63  | 239 | 23  | 63  | 13 | 2  | 2  | 86  | 32  | 2  | .264 |
| 1998-99   | 24    | Águilas    | 15  | 58  | 7   | 14  | 0  | 0  | 3  | 23  | 12  | 2  | .241 |
| 1999-00   | 25    | Águilas    | 33  | 124 | 19  | 39  | 5  | 0  | 3  | 53  | 13  | 6  | .315 |
| Total     | Total | Total      | 286 | 992 | 113 | 258 | 36 | 11 | 11 | 349 | 112 | 15 | .260 |

Estadísticas vigentes a 21 de noviembre de 2014

### Nippon Professional Baseball
| Year  | Age   | Team    | G     | AB    | R   | H     | 2B  | 3B | HR  | TB    | RBI   | SB | AVG  |
| ----- | ----- | ------- | ----- | ----- | --- | ----- | --- | -- | --- | ----- | ----- | -- | ---- |
| 2001  | 27    | Yakult  | 138   | 510   | 60  | 143   | 23  | 0  | 29  | 253   | 88    | 1  | .280 |
| 2002  | 28    | Yakult  | 139   | 539   | 65  | 159   | 25  | 0  | 24  | 256   | 92    | 0  | .295 |
| 2003  | 29    | Yakult  | 140   | 567   | 105 | 189   | 34  | 3  | 40  | 349   | 124   | 4  | .333 |
| 2004  | 30    | Yakult  | 129   | 525   | 79  | 160   | 30  | 2  | 31  | 287   | 110   | 2  | .305 |
| 2005  | 31    | Yakult  | 146   | 596   | 70  | 168   | 19  | 1  | 32  | 285   | 104   | 5  | .282 |
| 2006  | 32    | Yakult  | 146   | 603   | 79  | 161   | 28  | 2  | 26  | 271   | 112   | 0  | .267 |
| 2007  | 33    | Yakult  | 144   | 594   | 80  | 204   | 41  | 3  | 29  | 338   | 122   | 0  | .343 |
| 2008  | 34    | Yomiuri | 144   | 548   | 84  | 175   | 28  | 0  | 45  | 338   | 125   | 1  | .319 |
| 2009  | 35    | Yomiuri | 144   | 577   | 66  | 186   | 35  | 0  | 31  | 314   | 103   | 4  | .322 |
| 2010  | 36    | Yomiuri | 144   | 566   | 93  | 172   | 28  | 0  | 49  | 347   | 129   | 1  | .304 |
| 2011  | 37    | Yomiuri | 137   | 477   | 39  | 133   | 12  | 1  | 23  | 216   | 73    | 2  | .279 |
| 2012  | 38    | DeNA    | 137   | 476   | 40  | 143   | 25  | 0  | 19  | 225   | 76    | 0  | .300 |
| 2013  | 39    | DeNA    | 56    | 130   | 6   | 24    | 0   | 0  | 2   | 30    | 14    | 0  | .185 |
| Total | Total | Total   | 1,744 | 6,708 | 866 | 2,017 | 330 | 12 | 380 | 3,709 | 1,272 | 20 |      |

Estadísticas vigentes a 21 de noviembre de 2014

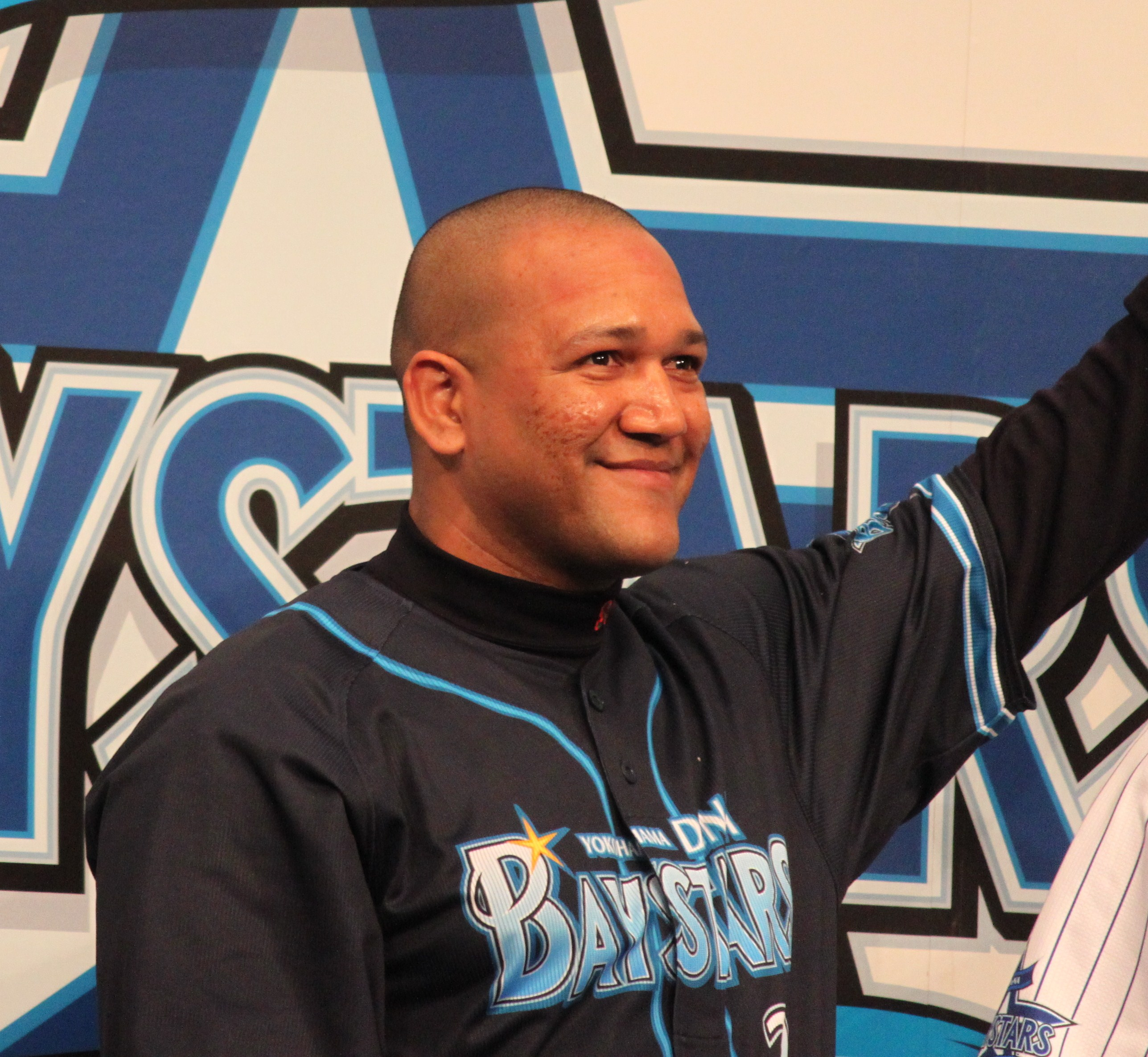
Ramírez en 2012.

## Vida personal
En febrero de 2013, Alex Ramirez abrió, con su esposa y su hijo, un restaurante en Tokio, Japón, llamado Ramichan Cafe, que ofrecía platos típicos de la cocina de Puerto Rico, donde creció su esposa. El restaurante cerró posteriormente.
Ramírez ha hablado sobre su fe diciendo: "Creo que (seguir jugando béisbol) es mi deseo, pero no es mi vida. Dios ya me ha bendecido con esta carrera, y sea lo que sea que Dios haya planeado para mí, estaré feliz de seguirlo, ya sea que vuelva a jugar béisbol o no. No es lo que quiero; es lo que Dios quiere para mí.” 
A partir de enero de 2019, se naturalizó como ciudadano japonés.
En junio de 2021, en Yokohama, Ramírez fue parte del relevo de la antorcha olímpica, que recorrió las 47 prefecturas de Japón, antes de su llegada al Estadio Olímpico de Tokio, donde se inauguraron los Juegos Olímpicos de Tokio el 23 de julio de 2021.